# Ingrid Jacobson
Ingrid Jacobson är en svensk före detta friidrottare (häcklöpning). Hon representerade Norrköpings Kvinnliga IK.